# Авантуре шашаве дружине
Авантуре шашаве дружине (енгл. Looney Tunes Cartoons) је америчка анимирана стриминг телевизијска серија творца Питера Браунгарта и продукције Warner Bros. Animation-а, заснована на ликовима из серија Шашава дружина и Срећне мелодије. Серија је међународно приказана 10. јуна 2019. године на Међународном фестивалу анимираних филмова у Ансију и 27. маја 2020. године на HBO Max-у.
Серија је приказана 20. јуна 2021. године у Србији на HBO Go-у, синхронизована на српски. Синхронизацију је радио студио .

## Гласовне улоге
| Улога          | Оригинални глас | Српски глас     |
| -------------- | --------------- | --------------- |
| Душко Дугоушко | Ерик Бауза      | Лако Николић    |
| Патак Дача     | Ерик Бауза      | Томаш Сарић     |
| Гица Прасић    | Боб Берген      | Лако Николић    |
| Елмер Давеж    | Џеф Бергман     | Марко Марковић  |
| Сима Страхота  | Фред Татасиор   | Бојан Хлишћ     |
| Силвестер      | Џеф Бергман     | Милан Антонић   |
| Твити          | Ерик Бауза      | Ивана Тењовић   |
| Бака           | Канди Мајло     | Јелена Ђорђевић |

### Српска верзија
- Редитељ: Лако Николић
- Превод на енглески: Стефан Недељковић

Синхронизацију је радио студио .